# Блайнд-Рівер
Блайнд-Рі́вер, Алґома (Blind River, Algoma) — великий урановорудний район у Канаді (пр. Онтаріо).

## Історія
Відкритий у 1948 р.

## Характеристика
Довжина району 150 км. Рудні зони: Куїрк, Нордік і Пронто. Запаси U3O8 оцінюються в 250—300 тис. т. Ураноносність пов'язана з пластами кварцово-галькових конгломератів у потужній (до 1050 м) товщі нижньопротерозойських порід. Рудні тіла лінзовидні, пластової форми приурочені до ниж. частини великої трансгресивної серії. Уранові мінерали — бранерит, уранініт, ураноторит, коффініт, тухоліт — асоціюють з монацитом, цирконом, ортитом, сульфідами заліза, молібдену, кобальту, свинцю. Сер. вміст U — 0,08 %, Th — 0,02-0,04 %.

## Технологія розробки
Розробляється підземним способом. Система розробки — камерно-стовпова. Збагачення руди — за сірчанокислотною схемою з йонообмінною реакцією.